# Narkolepsi
Narkolepsi, av grekiskans νάρκη (narke) med betydelsen sömn eller avdomning, och λήψης (lepsis), med betydelsen anfall, är en ovanlig neurologisk sjukdom som kännetecknas av obetvingliga, dagliga sömnattacker med REM-sömn, och ofta även attacker med nedsatt muskeltonus (ofrivillig avslappning i skelettmuskulaturen) i samband med sinnesrörelse, så kallad kataplexi. Till detta kan även komma hallucinationer i samband med insomnande eller uppvaknande och sömnparalys, det vill säga en övergående förlamning i skelettmuskulaturen i samband med insomnande eller uppvaknande. 
Narkolepsi är ett underdiagnostiserat tillstånd. Den drabbade missuppfattas ofta som lat och apatisk av omgivningen, vilket leder till minskad psykosocial funktion, och därmed risk för komorbid depression. Sjukdomen är livslång men förkortar inte livslängden. Med undantag för enstaka fallrapporter, där behandling med antikroppar alldeles i samband med insjuknandet har kunnat påverka sjukdomsförloppet i positiv riktning, utgörs behandlingen av läkemedel som dämpar symptomen. 
Narkolepsi hos människan orsakas av att en grupp nervceller i hjärnan som är inblandade i regleringen av sömn och vakenhet går under, troligen beroende på att kroppens eget immunförsvar angriper dessa celler i en så kallad autoimmun reaktion. Forskning om narkolepsi bedrivs dels rörande de grundläggande sjukdomsmekanismerna, dels rörande utveckling av nya mediciner för behandling av sjukdomens uppkomst och symptom. Diagnosen ställs på sjukhistorien, blod- och likvorprover samt efter utredning på sömnlaboratorium. 
Narkolepsi kallas ibland felaktigt för sömnsjuka, vilket egentligen är ett vidare begrepp som omfattar en rad olika sjukdomstillstånd med liknande symtom.

## Förekomst och riskfaktorer
Förekomsten av narkolepsi är drygt 1 på 2 000 personer, även om forskningsresultaten har varierat något. I en studie genomförd i några av Europas folkrikaste länder, med ett slumpmässigt urval om cirka 19 000 personer, erhölls en prevalens på ca 0,047 %. I en finländsk studie med drygt 15 000 deltagare från den finländska tvillingskaran, använde man bland annat enkäter, polygrafisk inspelning och HLA-test, och fann en prevalens på 0,026 %. Ingen kvantitativ narkolepsiforskning har haft extensivt bedömningsunderlag i klass med den finländska.
Det finns en koppling mellan narkolepsi och HLA-DQB*0602-allelen; över 90 % av alla narkoleptiker bär på genen. Det bör dock starkt belysas att ett ensamt HLA-test ger mycket liten indikation på sjukdom, eftersom drygt 20 % av befolkningen bär på genen. Vidare misstänker man att insjuknande ofta initieras av yttre miljöfaktorer. Ett antal samtidiga narkolepsifall hos barn i Sverige, Finland och senare i ett antal länder i Europa väckte misstankar om att vaccinationen mot den nya influensan A/H1N1 (Svininfluensan) kan ha utgjort en sådan miljöfaktor. Läkemedelsverket har sedermera verifierat att detta samband föreligger. Socialstyrelsen har därför ändrat rekommendationerna till att inte ge vaccinet Pandemrix till personer under 18 år.

## Sjukdomsmekanismer
Vid narkolepsi förstörs orexininnehållande nervceller i perifornikala hypotalamus. Processen har bevisats vara autoimmun. De nervceller som förstörs tros framför allt ha en roll i stabiliseringen av sömn och vakenhet, det vill säga de konsoliderar både sömn och vakenhet och minskar risken för att vi ska vakna när vi sover och somna när vi är vakna. Förlusten av dessa celler leder således både till dagliga sömnattacker och uppsplittrad nattsömn. Typiskt för narkolepsi är att sömnattackerna innehåller REM-sömn, vilket skiljer dem från vanliga tupplurar som vanligtvis utgörs av icke-REM-sömn. De övriga symptomen vid narkolepsi tros bero på att fenomen som normalt hör till REM-sömn liksom "tränger in" under vakenhet. Hallucinationerna anses då utgöra dröminnehåll, och kataplexin och sömnparalysen alstras via den mekanism som normalt gör oss förlamade under REM-sömn (en fysiologisk förlamning av den viljestyrda muskulaturen inträder normalt under REM-sömn i syfte att hindra oss från att agera ut våra drömmar).

## Symptom och utredning
Den klassiska symptomtetraden vid narkolepsi utgörs av dagliga, obetvingliga sömnattacker, kataplexi, sömnparalys och hallucinationer i samband med insomnande och uppvaknande (hypnagoga respektive hypnopompa hallucinationer). Alla patienter har dock inte samtliga dessa symptom, och i ICSD2-kriterierna är sömnattackerna det enda obligata symptomet (det vill säga det enda symptom som måste föreligga för att diagnosen ska kunna ställas). Även hos de narkoleptiker som har kataplexi är det vanligt att antingen sömnattackerna eller kataplexin debuterar före det andra symptomet, och det kan skilja flera år mellan debuten av sömnattacker och debuten av kataplexi. Sömnattackerna föregås vanligtvis av tilltagande sömnighet, och sömnen kan ofta skjutas upp med viljeansträngning till en början. Till slut blir dock sömnbehovet övermäktigt och patienten somnar även om hon eller han är mentalt eller fysiskt aktiv. Sömnepisodernas längd kan variera, men behöver inte vara mer än några minuter. Vanligtvis upplever patienten sig subjektivt utvilad efter en sömnepisod.
Kataplexin utgörs av symmetrisk, bilateral, attackvis kommande muskeltonusförlust, total eller partiell, i skelettmuskulatur. Det kan till exempel yttra sig som en svårighet att hålla uppe huvudet, svårighet att artikulera ord, knäsvaghet, att personen tappar saker, eller (i sällsynta fall) att personen verkligen faller ihop. Attackerna kommer ofta i samband med sinnesrörelse. Förutom dessa klassiska symtom förekommer mer sällsynt dessutom andra symtom såsom kraftig viktuppgång, humörsvängningar, psykiska besvär eller andra autoimmuna symtom såsom t.ex. sköldkörtelrubbningar. De hundratals personer med Pandemrixutlöst narkolepsi har i allmänhet haft ett specifikt snabbt och kraftfullt insjuknande jämfört med klassiskt insjuknande som vanligen är mer smygande.

## Behandling
Behandlingen utgörs av sömnhygien, sömnmedicin vid behov till natten och vakenhetshöjande läkemedel dagtid (ofta modafinil eller amfetaminderivat). MAO-B-hämmaren Selegilin, har i doser om 20-40mg visat sig vara lika effektiv som metylfenidat på alerthet under dagen. Selegilin har dessutom visat sig ha effekter på kataplexi, men en senare studie pekar på att den effekten kan vara sekundär till bättre sömnkvalitet under behandling, och inte är en direkt effekt av selegilinet. Vid behov kan man även ge särskilda läkemedel mot kataplexiattackerna; selektiva serotoninåterupptagningshämmaren fluoxetin samt tricykliska antidepressivmedel har visats ha viss effekt på kataplexin som ofta följer narkolepsi. Såväl sömnen som kataplexiattackerna kan även i vissa fall behandlas framgångsrikt med GHB. Emellertid är det sällan en optimalt behandlad narkoleptiker uppnår samma vakenhetsgrad och funktionsnivå som vederbörande hade innan insjuknandet. Sömnhygienen vid narkolepsi skiljer sig något från traditionella sömnhygienråd, där man ofta t.ex. avråder från tupplurar dagtid. Vid narkolepsi rekommenderar man ofta schemalagda tupplurar dagtid, innan patienten ska vidta någon aktivitet som kräver en högre grad av vakenhet.